# Raz Shīrīn
Raz Shīrīn är en ort i Iran.   Den ligger i provinsen Kerman, i den sydöstra delen av landet, 1 000 km sydost om huvudstaden Teheran. Raz Shīrīn ligger 1 625 meter över havet och antalet invånare är 116.
Terrängen runt Raz Shīrīn är kuperad söderut, men norrut är den bergig. Runt Raz Shīrīn är det glesbefolkat, med 17 invånare per kvadratkilometer. Närmaste större samhälle är Kūh Nīmeh, 8,8 km söder om Raz Shīrīn. Omgivningarna runt Raz Shīrīn är i huvudsak ett öppet busklandskap.